# 더굿리뷰 - The Good Review
더굿리뷰 - The Good Review는 웹사이트 개발 및 서치 엔진 최적화(SEO) 관련 팁 공유 및 호주(Australia)에서의 여행, 맛집, 상품등을 리뷰하고 공유하는 홈페이지이다. 웹사이트 개발 팁은 주로 워드프레스(WordPress) 또는 프레스타샵(Prestashop)을 중심으로 하며 주로 호주 시드니(Sydney) 주변지역 위주로 직접/간접 체험을 통한 호주 여행, 호주 맛집, 호주 상품 리뷰 및 교민업소 전화번호를 담고 있다.
창립자는 워드프레스 개발 공식 기여자로 등록되어 있으며 호주 교민들을 위해 무료 교민 업소록을 제공하고 있다.